# 斯温顿氏族
斯温顿氏族（英語：Clan Swinton）是一个位于苏格兰低地的苏格兰氏族。

## 氏族历史

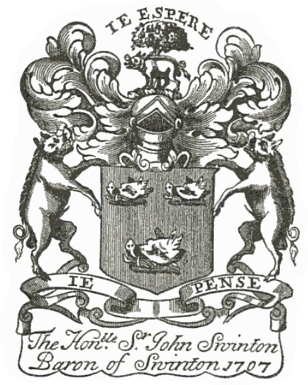
约翰·斯温顿爵士的藏书票（题为“斯温顿男爵”）。

## 氏族族长
现任斯温顿氏族的首领是罗尔夫·威廉·斯温顿（Rolfe William Swinton），该家族第36任族长。 他的儿子马克西姆·贾斯珀·斯温顿（Maxim Jasper Swinton）有望成为该氏族第37任族长。

## 氏族城堡
- 位于英国苏格兰伯立克郡斯温顿村（英语：Swinton, Scottish Borders）的斯温顿宫是修建于1800年的一套古典大宅；它修建于一处城堡遗址之上，而该城堡已于1797年被烧毁。自11世纪的马尔科姆三世时代起，这片土地的所有权一直属于斯温顿氏族，直至19世纪传于麦克纳氏族（英语：Clan Macnab）。目前，斯温顿族长夫妇居于美国的纽约市。[3]

- 克兰肖城堡（英语：Cranshaws Castle）在1400年到1702年期间曾属于斯温顿氏族。[3]

- 曾在克莱武手下服役的阿奇博尔德·斯温顿（Archibald Swinton）从印度返回后购置了吉默加姆宫（英语：Kimmerghame House）和庄园，以及曼德斯顿宫（英语：Manderston）（当时是以吉默加姆宫的名义出售）。1851年，斯温顿氏族委托戴维·布莱斯（英语：David Bryce）以此为基础修建了新的宅邸；但该处宅邸于1938年被大火严重损坏，目前仅有部分被重建。直到2018年，这块土地的地主（英语：Laird）还是前伯立克郡郡尉（英语：Lord Lieutenant of Berwickshire）、少将（英语：Major-general (United Kingdom)）——约翰·斯温顿爵士（英语：John Swinton of Kimmerghame）；他也是英国女演员蒂尔达·斯温顿的父亲。

- 临近科尔德斯特里姆的小斯温顿（Little Swinton）也曾是斯温顿氏族的城堡，但于1482年被英国人摧毁。[3]

- 格林劳附近的默辛顿塔（Mersington Tower）是曾先后属于克尔氏族（英语：Clan Kerr）、斯温顿氏族的城堡，但于1545年被英国人烧毁。默辛顿勋爵亚历山大·斯温顿爵士（Alexander Swinton）是1688年新教骚乱期间袭击霍利鲁德宫的领导人之一。[3]

- 皮布尔斯附近的史蒂文森曾有一栋塔楼，这也曾是斯温顿氏族的地产之一。17世纪的时候，这处地产以婚姻的形式转给了辛克莱氏族（英语：Clan Sinclair）。[3]